# Camisia nortoni
Camisia nortoni är en kvalsterart som beskrevs av Matthew J. Colloff 1993. Camisia nortoni ingår i släktet Camisia och familjen Camisiidae. Inga underarter finns listade.